# أبناء العطش (مسلسل)
أبناء العطش مسلسل درامي مصري من تأليف فراج إسماعيل، وإخراج إسماعيل عبد الحافظ، وإنتاج الشركة العربية للإنتاج الإعلامي - الرياض، تم عرضه عام 1982.

## ملخص الأحداث
تدور أحداث المسلسل حول (محمود) طالب جامعي متفوق من أسرة فقيرة، وزميلته (عزة)، التي ترفض كل من يتقدم لخطبتها من أجله، ولكن أوضاعه المادية وظروف الدراسة لم تساعده على الزواج منها، ثم يتعرف على شريف من أسرة غنية لكن مفككة، وعلى كرم الذي يعمل في سرقة السيارات كي يتمكن من إجراء عملية لأمه، يكاد الثلاث أصدقاء الوقوع في المحظور بعد حادثة سرقة سيارة ويدخلون السجن وتدمر عائلة كل واحد منهم لكن يأخذ محمود وشريف البراءة.

## الممثلون
- محمود الجندي، بدور (محمود)
- فاروق الفيشاوي، بدور (شريف)
- صلاح السعدني، بدور (كرم)
- نسرين، بدور (عزة)
- مريم فخر الدين
- عبد المنعم إبراهيم
- ميمي جمال
- حسين الشربيني
- ناهد سمير
- إحسان شريف
- فيفي يوسف
- عبد العزيز أبو الليل
- محي الدين عبد المحسن
- محمد إسماعيل
- هانم محمد
- أحمد عبد القادر
- فادية عبد الغني
- ولاء فريد
- سلوى عثمان
- عايدة فهمي